# 班尼·穆茲約
班尼·穆茲約（英語：Benny Muziyo，1992年11月8日—）為尚比亞拳擊運動員。
他代表尚比亞參加2016年夏季奧林匹克運動會拳擊比賽中量級項目。